# بابیلون (ایلینوی)
بابیلون (به انگلیسی: Babylon) یک منطقهٔ مسکونی در ایالات متحده آمریکا است که در شهرستان فولتن، ایلینوی واقع شده است. بابیلون ۱۵۶٫۹۷ متر بالاتر از سطح دریا واقع شده است.